# راينر هاوسهر
راينر هاوسهر (من مواليد 15 مارس 1937 في برلين؛ توفي في 6 أكتوبر 2018) كان مؤرخًا فنيًا ألمانياً.
راينر هاوسهر هو ابن المؤرخ هانز هاوسهر (1898–1960)، بدأ دراسته في برلين بعد تخرجه من المدرسة الثانوية في هاله عام 1955 ثم انتقل إلى غوتنغن عام 1958 وإلى بون عام 1959 حيث حصل على الدكتوراه عام 1962 تحت إشراف هربرت فون آينم.
بعد حصوله على الدكتوراه، ذهب أولاً إلى باريس ثم عاد إلى بون ليعمل مساعد باحث. من عام 1976 إلى عام 1980 خلف إريك هوبالا بمنصب أستاذ لتاريخ الفن في جامعة كيل، وأحضر معه مساعده إبرهارد كونيغ من بون. عمل بالتدريس في جامعة برلين الحرة من عام 1981 حتى تقاعده. وكان عضوا في أكاديمية العلوم والآداب في ماينز.